# Diocèse d'Innsbruck
Le diocèse d'Innsbruck (en latin : dioecesis Oenipontana ; en allemand : Diözese Innsbruck) est une église particulière de l'Église catholique en Autriche. Son siège est la cathédrale Saint-Jacques d'Innsbruck. Érigé en 1968, il est suffragant de l'archidiocèse de Salzbourg.

## Territoire
Le diocèse d'Innsbruck couvre le Tyrol.

## Histoire
L'administration apostolique d'Innsbruck-Feldkirch est érigée en 1921[réf. nécessaire].
Par la constitution apostolique Sedis Apostolicae du 6 août 1964, le pape Paul VI élève l'administration apostolique au rang de diocèse.
Par la constitution apostolique Christi Caritas du 6 décembre 1968, Paul VI érige le diocèse de Feldkirch pour le Vorarlberg.

## Saint patron
Le saint patron du diocèse d'Innsbruck est saint Pierre Canisius.

## Cathédrale et basiliques mineures
La cathédrale Saint-Jacques d'Innsbruck, dédiée à saint Jacques le Majeur, est l'église cathédrale du diocèse. Elle est le point de rencontre de deux chemins du pèlerinage de Saint-Jacques-de-Compostelle.
La basilique Saint-Michel (de) d'Absam, dédiée à l'archange saint Michel, est une église paroissiale et, depuis le 8 août 1999, la basilique mineure du sanctuaire marial Notre-Dame d'Absam.
La basilique du Sacré-Cœur (de) de Hall, dédiée au Sacré Cœur, est, depuis le 20 juillet 1920, une basilique mineure.
La basilique de l'Immaculée-Conception (de) de Wilten (de), dédiée à l'Immaculée Conception, est l'église abbatiale de l'abbaye de Wilten et, depuis le 6 août 1957, la basilique mineure du sanctuaire marial.
La basilique Notre-Dame-de-l'Assomption-et-Saint-Jean-Baptiste de Stams, dédiée à l'Assomption de Marie et à saint Jean le Baptiste, est l'église abbatiale de l'abbaye de Stams et, depuis le 18 mars 1983, une basilique mineure.

## Ordinaires

### Administrateurs apostoliques d'Innsbruck-Feldkirch
- 1921-1938 : Sigismund Waitz
- 1938-1964 : Paulus Rusch

### Évêque d'Innsbruck-Feldkirch
- 1964-1968 : Paulus Rusch

### Évêques d'Innsbruck
- 1968-1980 : Paulus Rusch
- 1980-1997 : Reinhold Stecher
- 1997-2002 : Alois Kothgasser
- 2003-2015 : Manfred Scheuer (transféré à Linz)
- depuis septembre 2017: Hermann Glettler